# Casino du Liban

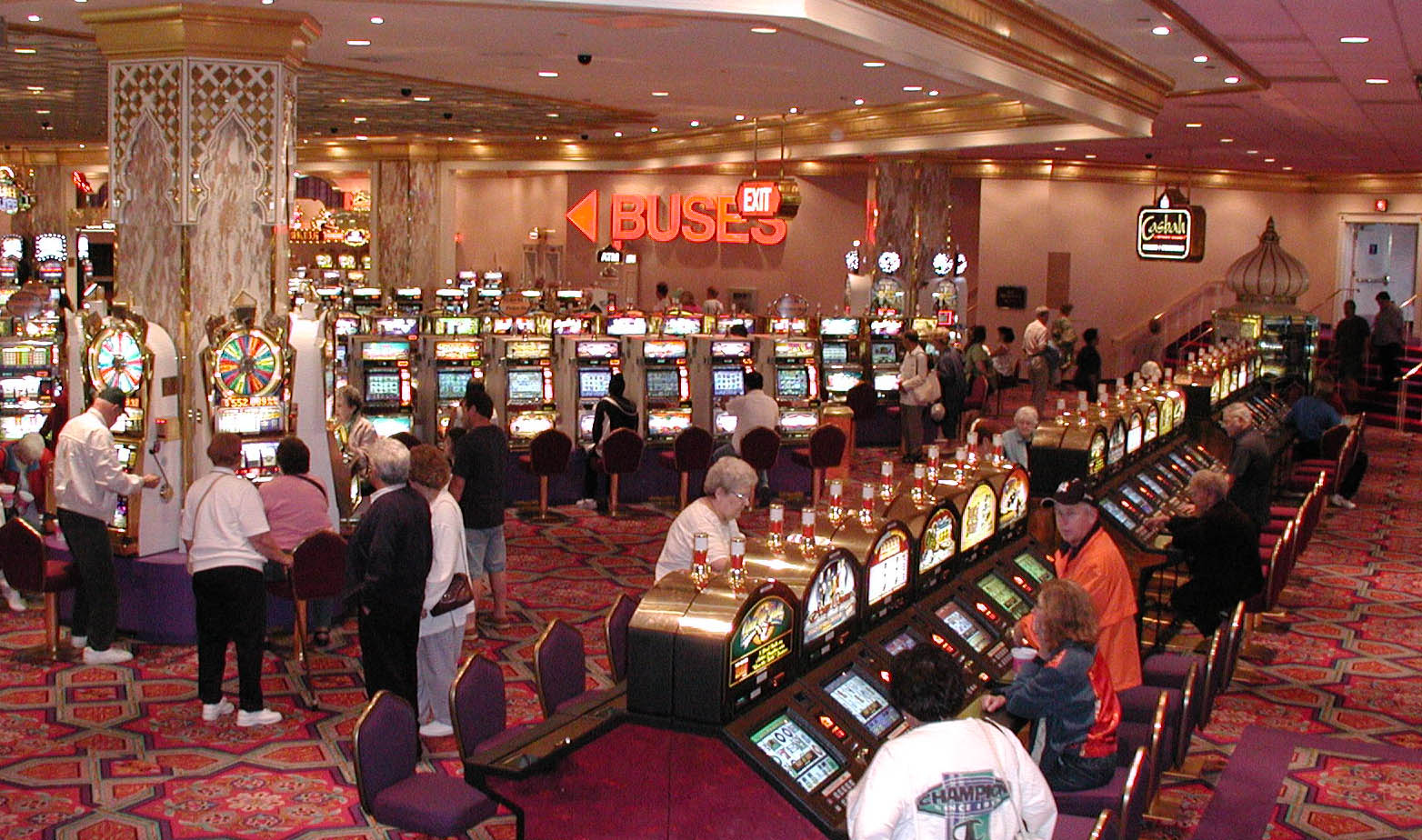
Slot Machines area

Casino du Liban je kasino v Libanonu. Nalézá se ve městě Džunija asi 15 km severně od Bejrútu. Kasino, rozkládající se na ploše asi 35 000 m², bylo založeno roku 1959. Během libanonské občanské války 1975–1991 bylo uzavřeno a poničeno. V roce 1996 bylo nákladem 50 milionů dolarů renovováno a znovuotevřeno. 
Součástí kasina je pět restaurací, noční klub, divadlo, taneční sály a komorní salónky s asi 60 hracími stoly. Mezi nejhonosnější patří sál Cercle D'or pro bohatou klientelu, dále pak dva menší sály Salles Privés nabízející soukromou atmosféru a obří hala Slot Machines area se 400 hracími automaty.